# Elbert Root
Elbert Alonzo Root (ur. 20 lipca 1915 w Charleston, zm. 15 lipca 1983 w Bostonie) – amerykański skoczek do wody. Srebrny medalista olimpijski z Igrzysk w Berlinie.
Zawody w 1936 były jego jedynymi igrzyskami olimpijskimi. Zdobył srebro w skokach z dziesięciometrowej wieży - wyprzedził go jedynie rodak Marshall Wayne.
W trakcie II wojny światowej służył United States Marine Corps.